# Beach Soccer Intercontinental Cup 2014
La Beach Soccer Intercontinental Cup 2014 è stata la quarta edizione del torneo, Beach Soccer Intercontinental Cup. Si è svolto presso la spiaggia di Jumeirah a Dubai, negli Emirati Arabi Uniti dal 4 all'8 novembre 2014. Otto squadre hanno partecipato alla competizione.

## Squadre partecipanti
| Squadra             | Confederazione | Risultati                                         | Partecipazione |
| ------------------- | -------------- | ------------------------------------------------- | -------------- |
| Emirati Arabi Uniti | AFC            | Ospitante                                         | 3ª             |
| Russia              | UEFA           | Campione Campionato mondiale di beach soccer 2013 | 3ª             |
| Stati Uniti         | CONCACAF       | Campione CONCACAF Beach Soccer Championship 2013  | 2ª             |
| Brasile             | CONMEBOL       | Terza CONMEBOL Beach Soccer Championship 2013     | 3ª             |
| Iran                | AFC            | Campione AFC Beach Soccer Championship 2013       | 1ª             |
| Marocco             | CAF            | Terzo Africa Beach Soccer Cup of Nations 2013     | 1ª             |
| Giappone            | AFC            | Secondo AFC Beach Soccer Championship 2013        | 3ª             |
| Portogallo          | OFC            | Secondo Euro Beach Soccer League 2013             | 1ª             |

## Fase a gironi

### Gruppo A
| Team                | G | V | V+ | P | GF | GS | +/- | P |
| ------------------- | - | - | -- | - | -- | -- | --- | - |
| Portogallo          | 3 | 3 | 0  | 0 | 13 | 8  | +5  | 9 |
| Iran                | 3 | 2 | 0  | 1 | 9  | 5  | +4  | 6 |
| Marocco             | 3 | 1 | 0  | 2 | 8  | 14 | -6  | 3 |
| Emirati Arabi Uniti | 3 | 0 | 0  | 3 | 6  | 9  | -3  | 0 |

| Squadra 1  | Risultato | Squadra 2           |
| ---------- | --------- | ------------------- |
| Marocco    | 4-3       | Emirati Arabi Uniti |
| Portogallo | 4-2       | Iran                |
| Portogallo | 6-4       | Marocco             |
| Iran       | 2-1       | Emirati Arabi Uniti |
| Portogallo | 3-2       | Emirati Arabi Uniti |
| Iran       | 5-0       | Marocco             |

### Gruppo B
| Team        | G | V | V+ | P | GF | GS | +/- | P |
| ----------- | - | - | -- | - | -- | -- | --- | - |
| Russia      | 3 | 3 | 0  | 0 | 16 | 5  | +11 | 9 |
| Brasile     | 3 | 2 | 0  | 1 | 18 | 9  | +9  | 6 |
| Giappone    | 3 | 1 | 0  | 2 | 10 | 17 | -7  | 3 |
| Stati Uniti | 3 | 0 | 0  | 3 | 5  | 18 | -13 | 0 |

| Squadra 1 | Risultato | Squadra 2   |
| --------- | --------- | ----------- |
| Brasile   | 10-3      | Stati Uniti |
| Russia    | 9-3       | Giappone    |
| Brasile   | 7-4       | Giappone    |
| Russia    | 5-1       | Stati Uniti |
| Giappone  | 3-1       | Stati Uniti |
| Russia    | 2-1       | Brasile     |

## Piazzamenti

### Semifinali 5º-8º posto
| Squadra 1           | Risultato | Squadra 2   |
| ------------------- | --------- | ----------- |
| Emirati Arabi Uniti | 4-3       | Giappone    |
| Marocco             | 7-3       | Stati Uniti |

### Finale 7º-8º posto
| Squadra 1 | Risultato | Squadra 2   |
| --------- | --------- | ----------- |
| Giappone  | 6-1       | Stati Uniti |

### Finale 5º-6º
| Squadra 1 | Risultato | Squadra 2           |
| --------- | --------- | ------------------- |
| Marocco   | 4-2 dts   | Emirati Arabi Uniti |

## Finali

### Semifinali
| Squadra 1 | Risultato | Squadra 2  |
| --------- | --------- | ---------- |
| Russia    | 4-3       | Iran       |
| Brasile   | 5-3       | Portogallo |

### Finale 3º-4º posto
| Squadra 1  | Risultato | Squadra 2 |
| ---------- | --------- | --------- |
| Portogallo | 3-0       | Iran      |

### Finale
| Squadra 1 | Risultato | Squadra 2 |
| --------- | --------- | --------- |
| Brasile   | 3-2 dts   | Russia    |

## Classifica Finale
| Pos | Team                |
| --- | ------------------- |
| 1   | Brasile             |
| 2   | Russia              |
| 3   | Portogallo          |
| 4   | Iran                |
| 5   | Marocco             |
| 6   | Emirati Arabi Uniti |
| 7   | Giappone            |
| 8   | Stati Uniti         |